# Kumluca (stad)
Kumluca is een stad in het gelijknamige district aan de kust van de Middellandse Zee in de provincie Antalya, Turkije. De stad ligt ongeveer 90 kilometer ten zuidwesten van Antalya op het Teke schiereiland. Buursteden zijn onder andere Finike en Kemer. De vlakte waarop de stad is gelegen is langs drie zijden omgeven door bergen, die in de winter vaak besneeuwd zijn.
De stad, voorheen bekend als Sarikavak, is genoemd naar de zandige grond (kum betekent zand in het Turks) die erg geschikt is voor de kweek van watermeloenen. Karakteristiek voor Kumluca zijn de grote oppervlaktes serres waarin het jaar rond groenten en fruit worden gekweekt. Naast watermeloenen zijn dit voornamelijk tomaten en sinaasappels. Deze teelten vormen samen met toerisme de motor van de plaatselijke economie en maken van Kumluca een welvarende streek.